# 独孤部
独孤部（呉音：どくこ ぶ、漢音：とくこ ぶ、拼音：Dúgū bù）は、中国五胡十六国時代に存在した匈奴屠各種に属する部族。その子孫の劉氏・独孤氏は北朝・隋唐時代において、名門貴族として繁栄した。

## 概要
独孤部の氏族名は劉氏で、その起源は南匈奴北部帥の劉猛の子劉副侖と思われる。独孤部は劉副侖が鮮卑拓跋部に帰順して以来、とくに劉路孤が帰順して（318年）以来皇室拓跋氏（後の元氏）と密接な関係を持つ姻族となる。例えば、代王の拓跋鬱律は劉路孤に娘を娶らせ、拓跋什翼犍は劉庫仁に娘を娶らせており、劉眷は拓跋珪に娘（宣穆皇后）を後宮に入れている。また、重要なポストにも就いており、独孤部大人の劉庫仁は、代国の南部大人となり代国南部を統帥し、代国崩壊後も前秦の支配下で代国東部を統括し、拓跋珪をかくまい北魏建国の後ろ盾となった。しかし、劉眷を殺して独孤部大人となった劉顕は幾度となく拓跋珪を亡き者とすべく謀を企て、ついには魏王となった拓跋珪に討たれてしまう。これにより部族としての独孤部は、道武帝の「諸部解散」もあって存在しなくなったが、劉眷の子の劉羅辰が北魏の南部大人になって以来、その一族は代々重要なポストに就き、北魏の名門貴族劉氏・独孤氏となった。その後も劉氏・独孤氏は北朝隋唐時代においても中国の名門貴族として存在し、繁栄することになる。
一方、後漢の光武帝の子の沛献王劉輔の末裔と称した度遼将軍の劉進伯が匈奴との戦いで、大敗して孤山で捕らわれの身となり、抑留されそのまま匈奴の女性との間に劉尸利を儲けた。匈奴の単于は彼を谷蠡王に封じて、これが独孤部の祖となり、劉副侖は劉尸利の曾孫であるいう説もある（『新唐書宰相世系表』）。578年に李淵の母方の親族である独孤蔵は、漢王朝の皇族の血を引いていると称している。この主張は、李淵の母方の叔父である独孤蔵の墓誌にみられるが、独孤蔵の父である独孤信の墓誌と『周書』には祖先が中国人であるという主張はなく、独孤蔵の兄で独孤蔵より21年長生きした独孤羅の墓誌にもない。その後、独孤氏は後漢の光武帝の末裔を自称するようになるが、これは唐の支配層に対する社会的威信を高めるための手段とみられ、独孤氏が政治的粛清の犠牲となり、匈奴から亡命したことにはじまる家系を捏造したものである。

## 名称
そもそも独孤部の系統は、代々単于を輩出してきた匈奴の中心種族屠各（とかく）種の後裔で、独孤（tu-ku）という名称は屠各（t'u-ko）と同じ原名（tuγ-laγ：旗を持つ者）を写した異字訳と考えられる。攣鞮部・鉄弗部などは同族である。

## 歴代独孤部大人
以下の独孤部の大人（たいじん：部族長）表は、『新唐書』宰相世系表をもとにしたものであり、『魏書』から読み取れる確かな独孤部大人としては、劉庫仁からになる。
1. 劉尸利…劉進伯の子、谷蠡王（『新唐書』宰相世系表）
2. 劉烏利…劉尸利の子（『新唐書』宰相世系表）
3. 劉猛…劉烏利の子、羌渠（攣鞮部を継ぐ）、去卑の弟（『新唐書』宰相世系表、『北史』破六韓常伝）
4. 劉副侖…劉猛の子
5. 劉路孤…劉副侖の子
6. 劉庫仁（? - 383年）…劉路孤の子、代国南部大人
7. 劉眷（383年 - 385年）…劉庫仁の弟、代国北部大人
8. 劉顕（385年 - 387年）…劉庫仁の子
  - 劉羅辰…劉眷の次男

## 参考資料
- 『魏書』（帝紀第一、帝紀第二、列伝第一、列伝第十一、列伝第七十一上、列伝第八十三）
- 『新唐書』（宰相世系表）
- 内田吟風『北アジア史研究　匈奴篇』（同朋舎出版、1988年、ISBN 481040627X）